# Liste der Landesgartenschauen in Brandenburg
Dies ist eine Liste der Landesgartenschauen in Brandenburg. Landesgartenschauen finden in Brandenburg seit dem Jahr 2000 statt, nachdem bereits 1995 die Bundesgartenschau in Cottbus gastierte. Auch die Bundesgartenschau 2001 und die Bundesgartenschau 2015 waren in Brandenburg.

| Jahr | Bild           | Bezeichnung                            | Ort             | Motto                                         | Weitere Informationen |
| ---- | -------------- | -------------------------------------- | --------------- | --------------------------------------------- | --- |
| 2000 |                | Landesgartenschau Luckau 2000          | Luckau          | „Ein Blütenfest zwischen historischen Mauern“ | Die 1. Landesgartenschau des Landes Brandenburg endete nach 177 Tagen am 15. Oktober 2000 mit 431.285 Besuchern. |
| 2002 |                | Landesgartenschau Eberswalde 2002      | Eberswalde      | „Blütenträume am Finowkanal“                  | Um die Landesgartenschau 2002 bewarben sich die Städte Neustadt (Dosse), Eberswalde, Rathenow, Bad Liebenwerda, Eisenhüttenstadt, Frankfurt (Oder) und die Gemeinden des Amtes Oder-Welse. |
| 2006 |                | Landesgartenschau Rathenow 2006        | Rathenow        | „Den Farben auf der Spur“                     | Um die Ausrichtung der Landesgartenschau 2006 bewarben sich neben Rathenow die Städte Lauchhammer (Landkreis Oberspreewald-Lausitz), Bad Liebenwerda (Landkreis Elbe-Elster), Forst (Landkreis Spree-Neiße), der Städteverbund Lübben/Lübbenau und Schlieben (Landkreis Elbe-Elster). |
| 2009 | weitere Bilder | Landesgartenschau Oranienburg 2009     | Oranienburg     | „Traumlandschaften einer Kurfürstin“          | Für die Ausrichtung der Landesgartenschau 2009 hatten sich neben Oranienburg die Gemeinden Altdöbern und Rüdersdorf bei Berlin sowie die Städte Falkensee, Guben, Lauchhammer, Lübben, Lübbenau, Neuruppin, Prenzlau, Werder (Havel) sowie Zossen mit der Gemeinde Am Mellensee beworben. |
| 2013 | weitere Bilder | Landesgartenschau Prenzlau 2013        | Prenzlau        | „Die grüne Wonne“                             | Um die Ausrichtung der Landesgartenschau 2013 hatten sich insgesamt Neun Austragungsorte beworben. Dies waren die Städte Prenzlau (Landkreis Uckermark), Fürstenwalde/Spree (Landkreis Oder-Spree), Strausberg (Landkreis Märkisch-Oderland), Beelitz (Landkreis Potsdam-Mittelmark), Lübben (Landkreis Dahme-Spreewald), Lübbenau (Landkreis Oberspreewald-Lausitz), Forst und Spremberg (beide Landkreis Spree-Neiße) sowie die Gemeinde Rüdersdorf bei Berlin (Landkreis Märkisch-Oderland). Im Dezember 2008 entschied die Brandenburgische Landesregierung einstimmig, das die Landesgartenschau 2013 in Prenzlau stattfinden soll. |
| 2019 | weitere Bilder | Landesgartenschau Wittstock/Dosse 2019 | Wittstock/Dosse | „Rundum schöne Aussichten“                    | Um die Ausrichtung der Landesgartenschau 2019 hatte sich die Städte Bad Freienwalde (Oder), Seelow (beide Landkreis Märkisch-Oderland), Zossen (Landkreis Teltow-Fläming), Spremberg (Landkreis Spree-Neiße), Beelitz (Landkreis Potsdam-Mittelmark) und Wittstock/Dosse (Landkreis Ostprignitz-Ruppin) beworben. In dem zweistufigen Bewerberverfahren wurden dann Spremberg, Beelitz und Wittstock/Dosse aufgefordert, qualifizierte Bewerberunterlagen einzureichen. Am 14. November 2015 gab Agrar- und Umweltminister Jörg Vogelsänger bekannt, das Wittstock/Dosse Ausrichter der Landesgartenschau 2019 ist. |
| 2022 | weitere Bilder | Landesgartenschau Beelitz 2022         | Beelitz         | „Gartenfest für alle Sinne“                   | Die Vergabe der Landesgartenschau 2022 fand in einem verkürzten Verfahren statt, um Fördermittel der EU-Förderperiode (2017 bis 2020) nutzen zu können. Bewerbungsunterlagen konnten nur die unterlegenen Bewerber der Vergabe der Landesgartenschau von 2019 einreichen. Dies waren Spremberg in der Lausitz und Beelitz aus dem Landkreis Potsdam-Mittelmark. |
| 2027 |                | Landesgartenschau Wittenberge 2027     | Wittenberge     | „Stadt. Land. Elbe – Wittenberge blüht auf!“  | Weitere Bewerberstätte waren, Spremberg in der Lausitz mit dem Motto „Naturtalent Spremberg - so sprießt die Lausitz“ und der Landkreis Märkisch-Oderland mit den Orten Neuhardenberg, Trebnitz, Kunersdorf, Altranft und Bad Freienwalde (Oder) unter dem Motto „Park – Landschaft – Garten – Mensch“ unter dem die Orte gemeinsam auftreten wollten. „Die Landesregierung folgt dem fachlichen Vorschlag der Auswahlkommission und beschloß – vor dem Hintergrund der aktuellen gesamtgesellschaftlichen Herausforderungen und der für eine geordnete Vorbereitung erforderlichen Zeit, die achte Landesgartenschau im Jahr 2027, durchzuführen.“ Ursprünglich war vorgesehen, das die Landesgartenschau im Jahr 2026 stattfinden sollte. |